# エボ・モラレス
フアン・エボ・モラレス・アイマ（Juan Evo Morales Aima、1959年10月26日 - ）は、ボリビアの政治家であり、社会主義運動 (Movimiento al Socialismo : MAS) を率いる。
同国大統領を2006年から2019年まで4期にわたって務めたが、事実上のクーデターで失脚してメキシコ、次にアルゼンチンへ亡命し、1年後にボリビアへ帰国している。

## 概要
2005年12月18日の選挙で大統領に当選。ボリビア史上初めての先住民出身の大統領であり、その先住民性（新しく創られた先住民性を含む）を政治利用することで、国民の過半数を占める地方の先住民票を巧みに取り入れた。
実質的には副大統領のアルバロが選挙対策や政策立案などを行った。社会的には、スペイン植民地以来、少数の白人系住民が実権を握ってきたこの国に大きな変化（アイマラ語やケチュア語表記を公共の場で行う、エル・アルトなど比較的貧困層が多い地域の積極的な開発や地方の先住民共同体への公共事業の斡旋（支持票の獲得が目的であった）、先住民共同体の伝統的組織名であるAylluの形式的な復活、先住民系であることへの自信を取り戻す、など）をもたらした。
だが、先住民性を強調しすぎた結果、白人系入植者やメスティーソ、また、都会の知識階級などによる反発も招き、結果的に国内を二分することになり、特にサンタ・クルス県など白人入植者の多い地域では反エボ・モラレス運動が盛んに行われた。反ワシントン・コンセンサス、反グローバル新自由主義の代表的政治家である。
モラレスの治世の成果として、国民所得を向上させて中間層を拡大したことがあげられる。国民に占める中間層の割合は、2005年の35%から2017年には58%へ上昇した。国際通貨基金のデータでも、モラレス在任中の国内総生産の平均成長率は4.8%に達しており、持続的な経済成長を見せていたことが裏付けられている。しかし国際連合児童基金はモラレスの任期中である2014年に児童労働を合法化する法令が制定されたことを問題視している。
2019年10月20日の大統領選挙でも当選したものの、開票結果が不正に操作されていたとの疑惑が提起され、米国をはじめとするモラレス政権と対立してきた国々から批判を受け、国家警察やボリビア国軍、一部の官僚や政治家からも辞任を要求される事態となった。11月10日に再選挙実施と大統領辞任を表明。11月11日、メキシコのマルセロ・エブラルド外相はモラレスの亡命を受け入れると発表した。これは、国軍や国家警察からの支持の離脱という事実上のクーデターとされる。その後アルゼンチンを経て、2020年11月にボリビアに帰国した。2023年9月25日には2025年大統領選へ立候補する意向を表明している。

## 経歴

### 大統領就任前
オルロ県でアイマラの農家に生まれた。17歳で兵役に就いた他、様々な職を転々とした後、コチャバンバ県チャパレに移住し、コカの栽培農家となる（ボリビアにおいてはコカの栽培は合法である）。以降、コカ栽培農家の農民運動の中心人物となり、1997年には下院議員に当選するが、2002年に暴動を扇動したとして下院議員を除名される（後に除名が「違憲」とされ復帰）。
それに対抗してモラレスは同年6月に行われた大統領選挙に出馬、最終的に当選は出来なかったが1回目投票で2位の得票を得て決選投票に進んだ。

### 大統領就任後
その後、ボリビアの反政府運動の中心人物として活動し、2005年の大統領選挙では1回目の投票で得票率5割を越えて当選を決めた。
モラレスの政治姿勢は強硬な反米主義で、また新自由主義経済、グローバリズムに対して徹底的な対決姿勢で知られている。ベネズエラのチャベス政権、キューバのラウル政権との連携を強めている。ボリビアガス紛争においても、多国籍企業に奪われている天然資源の権利を取り戻すべきだとしている。
2006年5月1日には、かねてからの公約、炭化水素（天然ガス・石油）の国有化を宣言。外国資本の企業に対しては、180日以内に新たな契約を結び直すか、あるいはボリビアから撤退するかを選択するように迫り、主要な天然ガス田にボリビア軍を派遣して接収を行った。こうしたことは、外資系企業とその国との軋轢を引き起こした。
コカ栽培農家の出身ということもあり、コカ栽培の促進も主張しているため、彼の反対者はしばしばモラレスはコカイン業者とつながりがあると主張するが、モラレスはあくまでも先住民の伝統的な生活必需品としてのコカの栽培促進を主張しているのであって、コカインの精製・密輸は許さない、としている。このような事態にアメリカのブッシュ大統領はモラレスを麻薬密売人として批判したが、モラレスは「私の知る唯一のテロリストはブッシュだ」と反論して一歩も引かない。またアラブの衛星テレビ局アルジャジーラのインタビューでもブッシュ批判をしていた。
2002年の大統領選挙当時と比べるとその主張はやや穏健化しているとの評もあり、ボリビア・ガス紛争でも反政府派の中では比較的穏健なグループに属していたとされる。当選後は米国の駐ボリビア大使との会談にも応じている。その一方で、当選後はキューバとベネズエラを訪問し、カストロ議長、チャベス大統領と会談して友好関係を再確認している。
2003年に京都で開催された世界水フォーラムへの出席のため来日したことがある。大統領として2007年3月5日に来日し、明仁天皇、安倍晋三首相、麻生太郎外相と会談した。安倍首相との会談では、「改正後の憲法に戦争放棄を盛り込みたい」と語った。
2007年にFIFAが高地での試合を禁止した際にはチャカルタヤやサハマでサッカーをプレーして抗議 を行ったり、2008年3月には、ボリビアのプロサッカー2部リーグに所属する国家警察チーム「リトラル」のリザーブ選手として正式な契約を行った 事が報じられるなど、サッカー好きでも知られる。
2008年12月27日から始まっているイスラエルによるガザ戦争に抗議して、イスラエルと断交した。
2010年12月7日に来日し、菅直人首相と会談を行った。
2013年2月20日、国際連合の国際キヌア年の発足に際し国連総会に出席。記念演説の中で多国籍企業などに対する批判を行った。
2013年7月2日、モラレスを乗せたモスクワ発の飛行機が、エドワード・スノーデン を同乗させている容疑でオーストリアへの着陸を余儀なくされた。9日、米州機構は欧州4カ国 を非難し、ボリビアに連帯を表明する決議を全会一致で採択した。
2014年の大統領選挙で再選し、3期目に入った。2017年7月にエクアドルのレニン・モレノ大統領はエクアドルにある南米諸国連合事務局の建物を教育施設として再利用すると述べたことに対して議長のモラレスは反発してボリビアで落成した南米議会の本部で南米諸国連合の基本的な運営を行うとした。

### 失脚・亡命
天然資源を生かした好調な経済成長と貧困層への手厚い再分配政策が支持され、これまで長期政権を築いてきたが、前政権派やアメリカ合衆国などからは「独裁化が進んでいる」との批判もあった。2019年の大統領選挙では対立候補のカルロス・メサ・ヒスベルト元大統領との決選投票となる可能性があったものの、一時中断となった開票作業の再開後にモラレスの得票が伸び、2位との得票差が決選投票を必要としない10%を超えた事から、アメリカ合衆国やメサ陣営側から開票作業に不審な点が認められる という抗議が寄せられた。結局、モラレスは得票率47.08％で4期目（任期5年）当選を宣言 したが、開票作業で不正が行われたとして結果に反発したメサの支持者が抗議デモを起こし、一部が暴徒化して投票所に放火する事態に発展した。
その後も開票結果の不正操作を訴える反政府側を中心とした国民の抗議活動が続き、米州機構も報告書で「統計学上、モラレスの『4選』はあり得ない」などとして再選挙の実施を勧告したため、11月10日に再選挙の実施と選挙管理当局のメンバー刷新を発表した ものの、国軍や国家警察などから辞職勧告を突き付けられた ことから辞任を表明。これは事実上のクーデターとされ、メキシコ、キューバ、ベネズエラ、アルゼンチン、ウルグアイ、ニカラグアといった反米左派政権が実権を握る国々は米国主導による右翼クーデターであると主張している。
なお、モラレスは自身に対する逮捕令状が出されたと主張したほか、デモ隊が自宅を襲撃するなどして身の危険を感じた としてメキシコへの政治亡命を申請した。11月11日、メキシコのマルセロ・エブラルド外相はモラレスの亡命を受け入れると発表した。亡命受け入れの発表を受けてモラレスはメキシコ空軍の軍用機で出国し、12日にメキシコ入りしたが、12月12日、アルゼンチンに再亡命した
その後、反モラレス派で白人系のヘアニネ・アニェス上院副議長が暫定大統領への就任宣誓を行い、憲法裁判所も承認したが、そもそもボリビアでは大統領の辞任に議会の承認を要するものの、モラレス派が議会をボイコットしたため辞任の承認や、アニェスの暫定大統領就任が承認されたのは2020年1月になってからである。一方、アメリカ合衆国、ブラジル、コロンビア、エクアドルはアニェスを暫定大統領として即座に承認した。
2019年12月18日、暫定政権がモラレスを扇動とテロの疑いで訴えていたことが検察当局に認められ、ボリビアの検事総長はモラレスに対して逮捕状を出した。
大統領在職中の2015年に当時15歳の少女へ対して性的虐待を加え、翌年には子を儲けたとして告発されて、2020年8月20日に司法省から強姦と人身売買の罪で訴追された。
2020年10月の大統領選挙で自身の後継者のルイス・アルセが当選したことを受け、11月9日にボリビアに帰国した。

### 2025年大統領選挙
2023年9月25日には自身のXアカウントにて、2025年大統領選へ立候補する意向を表明。政府から攻撃を受けたことを理由に挙げており、自身の後継者であったアルセと対立していることを示唆した。
裁判所は2025年1月17日、人身売買などの容疑で起訴されているモラレスを逮捕するよう要請したほか、モラレスの資産凍結や出国禁止の判決を下した。

## 対外政策

### チリとの関係改善
就任前後から、南米太平洋戦争以来対立関係が続き、正規の外交関係をもたないチリとの関係改善に向けた動きを開始した。2006年1月の大統領就任式には任期切れを間近にしたリカルド・ラゴスチリ大統領が出席したがこれは両国の歴史上初めてのできごとであった。
その返礼として、モラレス大統領も3月にチリのミシェル・バチェレ新大統領の就任式にモラレス大統領が出席し、両国関係の改善に向けて大きく動き始めた。同時にバチェレ新大統領就任式参列でチリを訪問中のライス米国国務長官と会談した際も、同長官にコカの葉をあしらったチャランゴを贈り、コカ生産意欲を婉曲に表明している 。

### チェ・ゲバラを再評価
チェ・ゲバラがボリビアで戦死した後、親米政権は「ゲバラはテロリスト」だとして評価しなかった。しかし、彼は初めてゲバラを公式に再評価した大統領となった。

## 人物

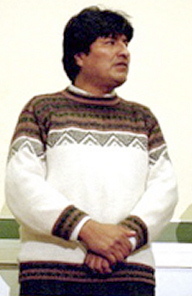
アルパカセーター

最終学歴は中学卒であり、本人は「人生という大学で学んだ」としている。出自がアイマラであることと、コチャバンバにはケチュアが多いことにより、彼はアイマラ語およびケチュア語も話す。ただし、普段はスペイン語のみを使っている。
ノーネクタイの服装を貫くことを公言しており、実際に自身の大統領就任式（冒頭の写真参照）や外国訪問の際にも、トレードマークとなったアルパカのセーター（左上の写真参照）や革ジャンパーなどの服装が多く、ネクタイは着用しない。
その強硬な反米ナショナリズム姿勢から、反対派からは独裁者であると主張されており、日本テレビが制作した「緊急!ビートたけしの独裁国家で何が悪い!」では独裁者として紹介されたことがある。実際、急激な社会主義化を推し進め、自らを批判するジャーナリストを呼びつけ、強い圧力をかけている場面をテレビで放映させるといった行為が日常茶飯事となっていた。また、外資を含めた民間企業の強制的な国による接収など、独裁傾向が非常に強かった。さらには2016年の国民投票では僅差で4選がかかっていた2019年の大統領選挙への出馬が禁じられた にもかかわらず、憲法解釈をゆがめてまで出馬し、その大統領選挙では開票結果の不正操作疑惑を指摘されるなど、長期政権の弊害やおごりも見られた。
一方、特に先住民や貧困層、労働者層から絶大な支持を受けており、2019年大統領選挙の不正疑惑に端を発した抗議デモの際には矢面に立たされたが、モラレスが辞任しアニェスが代行に就任すると今度はモラレス支持者による抗議デモが発生した。また2020年の大統領選挙が延期された際にも、延期はMAS候補のアルセを当選させないためとして、先住民族や農家などからなるモラレス支持派が抗議デモを行っている。